# Symplecta sweetmani
Symplecta sweetmani là một loài ruồi trong họ Limoniidae. Chúng phân bố ở miền Tân bắc.